# بادي ألان
بادي ألان (بالإنجليزية: Buddy Alan)‏ هو كاتب أغاني أمريكي، ولد في 22 مايو 1948 في ميسا في الولايات المتحدة.